# Apatura atava
Apatura atava är en fjärilsart som beskrevs av Ruggero Verity 1950. Apatura atava ingår i släktet Apatura och familjen praktfjärilar. Inga underarter finns listade i Catalogue of Life.